# IC 3655
IC 3655 ist eine Galaxie im Sternbild Haar der Berenike am Nordsternhimmel. Sie ist schätzungsweise 295 Millionen Lichtjahre von der Milchstraße entfernt und hat einen Durchmesser von etwa 60.000 Lichtjahren. Vom Sonnensystem aus entfernt sich die Galaxie mit einer errechneten Radialgeschwindigkeit von näherungsweise 6.600 Kilometern pro Sekunde.
Im selben Himmelsareal befinden sich unter anderem die Galaxien IC 3683, IC 3692, PGC 1635226, PGC 1638014.
Das Objekt wurde am 27. Januar 1904 von Max Wolf entdeckt.